# Bradley Locko
Banzouzi Bradley Locko (ur. 6 maja 2002 w Ivry-sur-Seine) – francuski piłkarz występujący na pozycji prawego obrońcy lub prawego pomocnika we francuskim klubie Stade Brestois 29. Młodzieżowy reprezentant Francji.